# Francine-Dominique Liechtenhan

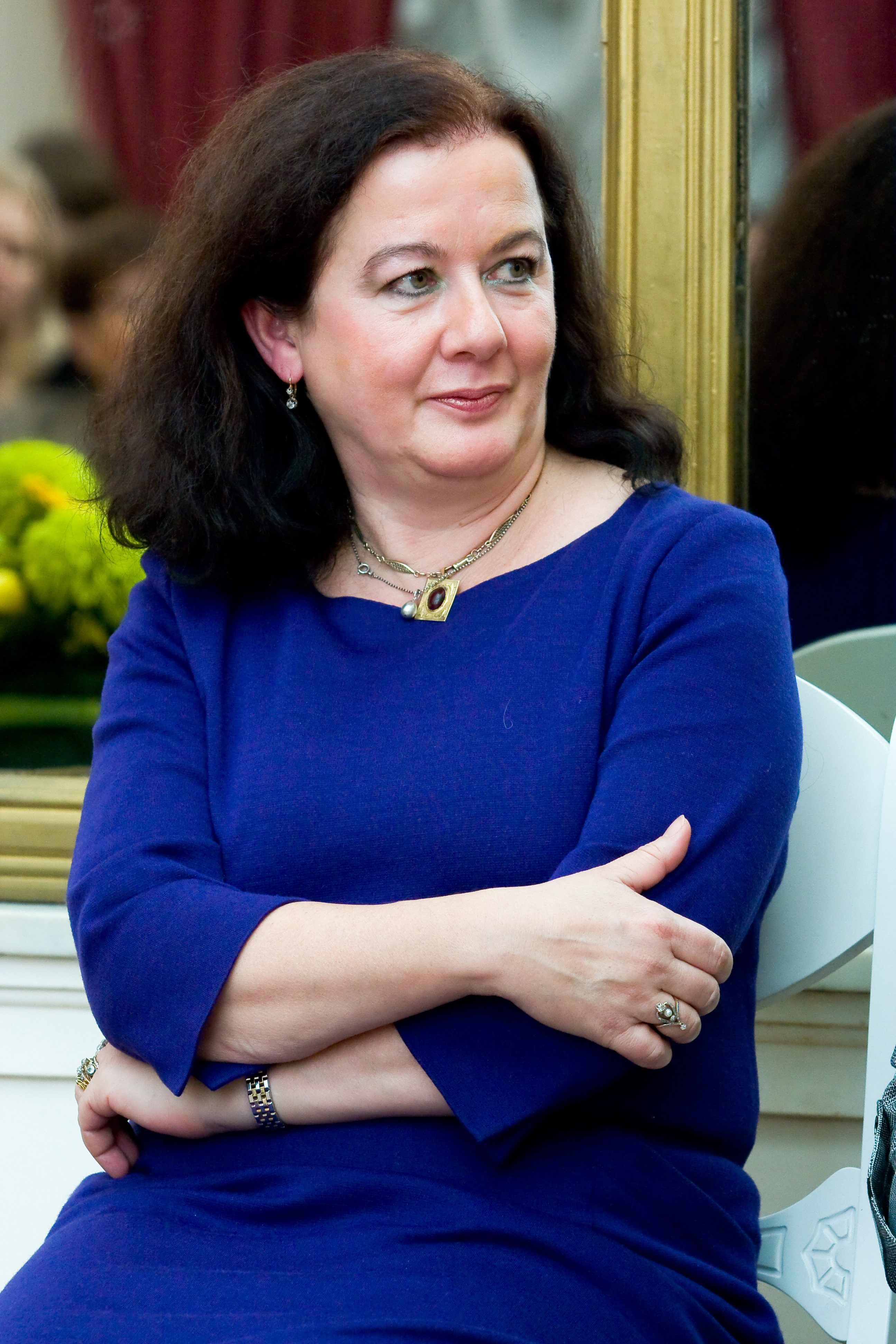

Francine-Dominique Liechtenhan (in russischen Publikationen: Франсина-Доминик Лиштенан; * 4. Januar 1956 in Basel) ist eine französische Historikerin, Autorin und Hochschuldozentin.

## Leben
Francine-Dominique Liechtenhan studierte von 1975 bis 1981 Französisch, Russisch und Neuere Geschichte an der Universität Basel und war von 1984 bis 1985 als Forschungsassistentin am Collège de France tätig, zuerst bei Georges Blin, dann bei Emmanuel Le Roy Ladurie. Von 1986 bis 1990 war sie Assistentin am Lehrstuhl für französische Literatur der Universität Basel, an der sie 1988 mit einer Schrift über Astolphe de Custine promoviert wurde. Von 1991 bis 1997 arbeitete Liechtenhan als Lehrbeauftragte an der Universität Paris III. 1996 wurde sie habilitiert. Seit 2004 ist sie Forschungsbeauftragte am Centre Roland Mousnier, dessen wissenschaftlichem Rat sie seit 2006 angehört. Ebenfalls seit 2006 ist sie Lehrbeauftragte und Mitglied der École doctorale der Universität Paris IV. Seit 2011 ist sie Forschungsdirektorin beim Centre national de la recherche scientifique. Daneben nimmt sie Gastprofessuren und weitere Lehraufträge an anderen Universitäten wahr. Im Wintersemester 2013/2014 war Liechtenhan als Gastprofessorin am Institut für Osteuropäische Geschichte an der Universität Wien tätig. In den Jahren 2015 und 2016 war sie Vize-Rektorin der Föderalen Universität des Urals (UrFU).
Liechtenhan ist Autorin zahlreicher Publikationen über Russland.

## Auszeichnungen
Für ihr Buch La Russie entre en Europe wurde Liechtenhan  1997 mit dem prix Eugène Colas der Académie française ausgezeichnet. 2009 erhielt sie einen Preis der von der 2006 gegründeten und von der Stadt St. Petersburg unterhaltenen Dmitri-Lichatschow-Stiftung. 2010 bekam sie den Prix Auguste Gérard des Instituts de France. Sie ist seit 2011 korrespondierendes Mitglied der Akademie der Wissenschaften von Caen (Normandie), 2022 wurde sie zum Mitglied der Academia Europaea gewählt.